# Розкриття невизначеностей
Розкриття невизначеностей — методи обчислення границь функцій, заданих формулами, які внаслідок формальної підстановки в них граничних значень аргументу втрачають сенс, тобто переходять у вирази на зразок:
| {\displaystyle \left(\infty -\infty \right)} | {\displaystyle \left({\frac {\infty }{\infty }}\right)} | {\displaystyle \left({\frac {0}{0}}\right)} | {\displaystyle \left(0\cdot \infty \right)} | {\displaystyle \left(0^{0}\right)} | {\displaystyle \left(\infty ^{0}\right)} | {\displaystyle \left(1^{\infty }\right)} |

(Тут {\displaystyle 0} — нескінченно мала величина, а {\displaystyle \infty } — нескінченно велика величина)
за якими неможливо з'ясувати, існують чи ні шукані границі, не кажучи вже про знаходження їх значень, якщо вони існують.
Найпотужнішим методом є правило Лопіталя, однак і воно не у всіх випадках дозволяє обчислити границю. До того ж безпосередньо його можна застосувати тільки до другого і третього з перерахованих типів невизначеностей, тобто відношень, і щоб розкрити інші типи, їх треба спочатку звести до одного з цих.
Також для обчислення границь часто використовують розкладання виразів, що входять у досліджувану невизначеність, у ряд Тейлора в околі граничної точки. Для розкриття невизначеностей типів {\displaystyle \left(~0^{0}\right)}, {\displaystyle \left(1^{\infty }\right)}, {\displaystyle \left(\infty ^{0}\right)} користуються таким прийомом: знаходять границю (натурального) логарифма виразу, що містить дану невизначеність. Як наслідок, тип невизначеності змінюється. Після знаходження границі від неї беруть експоненту.
{\displaystyle \left(~0^{0}\right)=\left(e^{0\cdot \ln {0}}\right)=\left(e^{0\cdot (-\infty )}\right)}
{\displaystyle \left(~1^{\infty }\right)=\left(e^{\infty \cdot \ln {1}}\right)=\left(e^{\infty \cdot 0}\right)}
{\displaystyle \left(~\infty ^{0}\right)=\left(e^{0\cdot \ln {\infty }}\right)=\left(e^{0\cdot \infty }\right)}
Для розкриття невизначеностей типу {\displaystyle {\frac {\infty }{\infty }}} використовують такий алгоритм:
1. Виявлення старшого степеня змінної;
2. Ділення на цю змінну як чисельника, так і знаменника.

Для розкриття невизначеностей типу {\displaystyle \left({\frac {0}{0}}\right)} існує такий алгоритм:
1. Розкладання на множники чисельника і знаменника;
2. Скорочення дробу.

Для розкриття невизначеностей типу {\displaystyle (\infty -\infty )} іноді зручно застосувати таке перетворення:
нехай {\displaystyle f(x){\xrightarrow {x\to a}}\infty } і {\displaystyle g(x){\xrightarrow {x\to a}}\infty } ;
{\displaystyle \lim _{x\to a}[f(x)-g(x)]=(\infty -\infty )=\lim _{x\to a}\left({\frac {1}{\frac {1}{f(x)}}}-{\frac {1}{\frac {1}{g(x)}}}\right)=\lim _{x\to a}{\frac {{\frac {1}{g(x)}}-{\frac {1}{f(x)}}}{{\frac {1}{g(x)}}\cdot {\frac {1}{f(x)}}}}=\left({\frac {0}{0}}\right)} .
Невизначеності цього типу можна розкрити з використанням асимптотичних розкладів зменшуваного і від'ємника, при цьому нескінченно великі члени одного порядку мають знищуватися.
При розкритті невизначеностей також застосовуються чудові границі та їх наслідки.

## Приклад
{\displaystyle \lim _{x\to a}{\frac {a^{x}-x^{a}}{x-a}},a>0} — приклад невизначеності типу {\displaystyle \left({\frac {0}{0}}\right)} . За правилом Лопіталя {\displaystyle \lim _{x\to a}{\frac {a^{x}-x^{a}}{x-a}}=\lim _{x\to a}{\frac {a^{x}\ln a-ax^{a-1}}{1}}=a^{a}(\ln a-1)}. Другий спосіб — додати і відняти в чисельнику {\displaystyle a^{a}} і двічі застосувати теорему Лагранжа, до функцій {\displaystyle a^{x}} і {\displaystyle x^{a}} відповідно:
{\displaystyle {\frac {a^{x}-x^{a}}{x-a}}={\frac {a^{x}-a^{a}-(x^{a}-a^{a})}{x-a}}={\frac {a^{c}\ln a(x-a)-ad^{a-1}(x-a)}{x-a}}=a^{c}\ln a-ad^{a-1}}
тут c, d лежать між a і x, тому вони прямують до a при x, що прямує до a, звідси отримуємо ту ж границю, що й у першому способі.